# Пульс свободи
Пульс свобо́ди (араб. نبض الحرية, транслітерація — Наба́д аль Хорі́я; англ. Pulse of Freedom, транслітерація з араб. — Nabad Al Horriye) — продемократичний суспільний рух у Лівані, що був створений з метою домогтися виведення сирійських окупаційних військ із країни. Рух досяг своєї мети під час подій 2005 року, що отримали назву Кедрової революції.
Активісти руху були треновані членами сербського руху Отпор!